# Karl Aletter
Karl Aletter (* 8. Juli 1906 in Mannheim; † 29. März 1991 in Kaiserslautern) war ein deutscher Ruderer des zwanzigsten Jahrhunderts.

## Karriere
Aletter nahm 1928 und 1932 an den Olympischen Sommerspielen teil und errang 1932 zusammen mit Hans Maier, Walter Flinsch und Ernst Gaber die Silbermedaille im Vierer ohne Steuermann, nachdem er bereits 1928 den fünften Platz erreicht hatte.
In seiner Karriere errang er für die MRV Amicitia zwischen 1928 und 1933 insgesamt acht deutsche Meistertitel, jeweils vier im Achter und im Vierer ohne. Dazu kam noch eine Silbermedaille im Vierer mit Steuermann. Lange Jahre war er stellvertretender Vorsitzender des deutschen Ruderverbandes, zu dessen Ehrenmitglied er 1970 ernannt wurde. Aletter promovierte als Mediziner und praktizierte später als Facharzt für innere Krankheiten in Kaiserslautern, wo er vierundachtzigjährig starb.
Zum 28. Juli 1933 trat er der SS bei (SS-Nummer 200.264) und brachte es bis 1939 zum Obersturmführer. Zum 1. Mai 1937 trat er der NSDAP bei (Mitgliedsnummer 3.952.550).